# لبدة إف إم
لبدة إف إم  هي إذاعة ليبية تبث على موجة إف إم 93.8 وعلى قمر النايل سات كقناة تلفزيونية إذاعية، تقع استوديوهات القناة في العاصمة الليبية طرابلس، ومن بين مقدمي البرامج بالقناة الإعلامية بشرى كريم برفقة حسام المسلاتي ومحمد الطيب وعمار المنصوري، تردد القناة على قمر النايل سات (تلفزيون) 11679 أفقي.
موقع قناة راديو تلفزيون لبدة